# لوروا سميث
لوروا سميث (بالإنجليزية: Leroy Smith)‏ هو لاعب كرة قدم أمريكية أمريكي، ولد في 6 يناير 1969.